# مارتین درسلر: داستان یک رؤیاپرداز آمریکایی
مارتین درسلر: داستان یک رویاپرداز آمریکایی (انگلیسی: Martin Dressler: The Tale of an American Dreamer) نام رمانی اثر استیون میلهاوزر نویسنده آمریکایی است که در سال ۱۹۹۶ منتشر شد. این رمان در سال ۱۹۹۷ جایزه پولیتزر برای داستان را از آن خود کرد. رمان، داستان جوانی به نام مارتین درسلر در نیویورک پایان قرن نوزدهم را روایت می‌کند که کار را از پادویی در مغازه سیگارفروشی پدرش آغاز می‌کند و در نهایت به مالکیت هتل درسلر می‌رسد.